# Тыд
Тыд — река в России, течёт по территории Удорского района Республики Коми. Левый приток реки Мезень.
Длина реки составляет 30 км.
Вытекает из озера Тыдвад с западной стороны на высоте 199 м над уровнем моря.

## Данные водного реестра
По данным государственного водного реестра России, относится к Двинско-Печорскому бассейновому округу, водохозяйственный участок реки — Мезень от истока до водомерного поста у деревни Малонисогорская. Речной бассейн реки — Мезень.
По данным геоинформационной системы водохозяйственного районирования территории РФ, подготовленной Федеральным агентством водных ресурсов:
- Код водного объекта в государственном водном реестре — 03030000112103000043155;
- Код по гидрологической изученности (ГИ) — 103004315;
- Код бассейна — 03.03.00.001;
- Номер тома по ГИ — 03;
- Выпуск по ГИ — 0.